# Luigi Marangoni
Luigi Marangoni, född 11 augusti 1937 i Pavia, död 17 februari 1981 i Milano, var en italiensk läkare som mördades av Röda brigaderna.
Doktor Marangoni var sjukhuschef ("direttore sanitario") på det anrika Policlinico di Milano, det äldsta sjukhuset i Milano. På sjukhuset förekom sabotage utförd av personal med kopplingar till den extrema vänsterorganisationen Autonomia Operaia; bland annat drog sabotörerna ur elsladden till det kylskåp som innehöll påsar med blod för transfusioner med resultatet att allt blod fick kasseras. Marangoni vittnade mot sabotörerna och blev efter det flera gånger hotad till livet. Tre anställda på sjukhuset, vilka också vittnat mot sabotörerna, blev som straff skjutna i benen inne på sjukhusområdet och Marangonis närmaste var oroliga för att han skulle utsättas för samma sak. När Marangoni var på väg till sitt arbete den 17 februari 1981, stoppades hans bil då han körde ut från parkeringen av en vit Fiat Ritmo som blockerade vägen. Marangonis hustru Vanna Marangoni som stod och tittade ut genom fönstret för att hon var orolig på grund av de många dödshoten bevittnade inte själva mordet men hon hörde skotten och blev vittne till de tre gärningsmännens flykt från platsen. Hon sprang ut till makens bil men han var bortom all hjälp, träffad av många skott från tre olika vapen. Gärningsmännen, som var beväpnade med bland annat en k-pist och ett avsågat hagelgevär, lyckades undkomma trots att de under flykten hamnade i skottväxling med civilklädda poliser som av en slump befann sig i närheten.
I ett meddelande till en dagstidning tog Röda brigadernas avdelning i Milano, Colonna Walter Alasia, på sig mordet som utförts under ledning av Fabrizio Pelli. Mordet på Marangoni var i realiteten en kraftig avvikelse från Röda brigadernas officiellt deklarerade mål. Marangoni anklagades i flygblad för att vara "statens och DC:s tjänare", men enligt hans hustru var Marangoni inte politiskt aktiv och hade knappast röstat på kristdemokraterna, eftersom han snarare var liberal. Den slutsats hans anhöriga drog var att han förmodligen blev skjuten mest för att han var ett lättåtkomligt och oskyddat mål. Röda brigadernas lokale "capocolonna" Vittorio Alfieri skrev efter rättegången ett brev till Marangonis familj där han i egenskap av ansvarig befälhavare bad om ursäkt för misstaget.